# Havila Kystruten

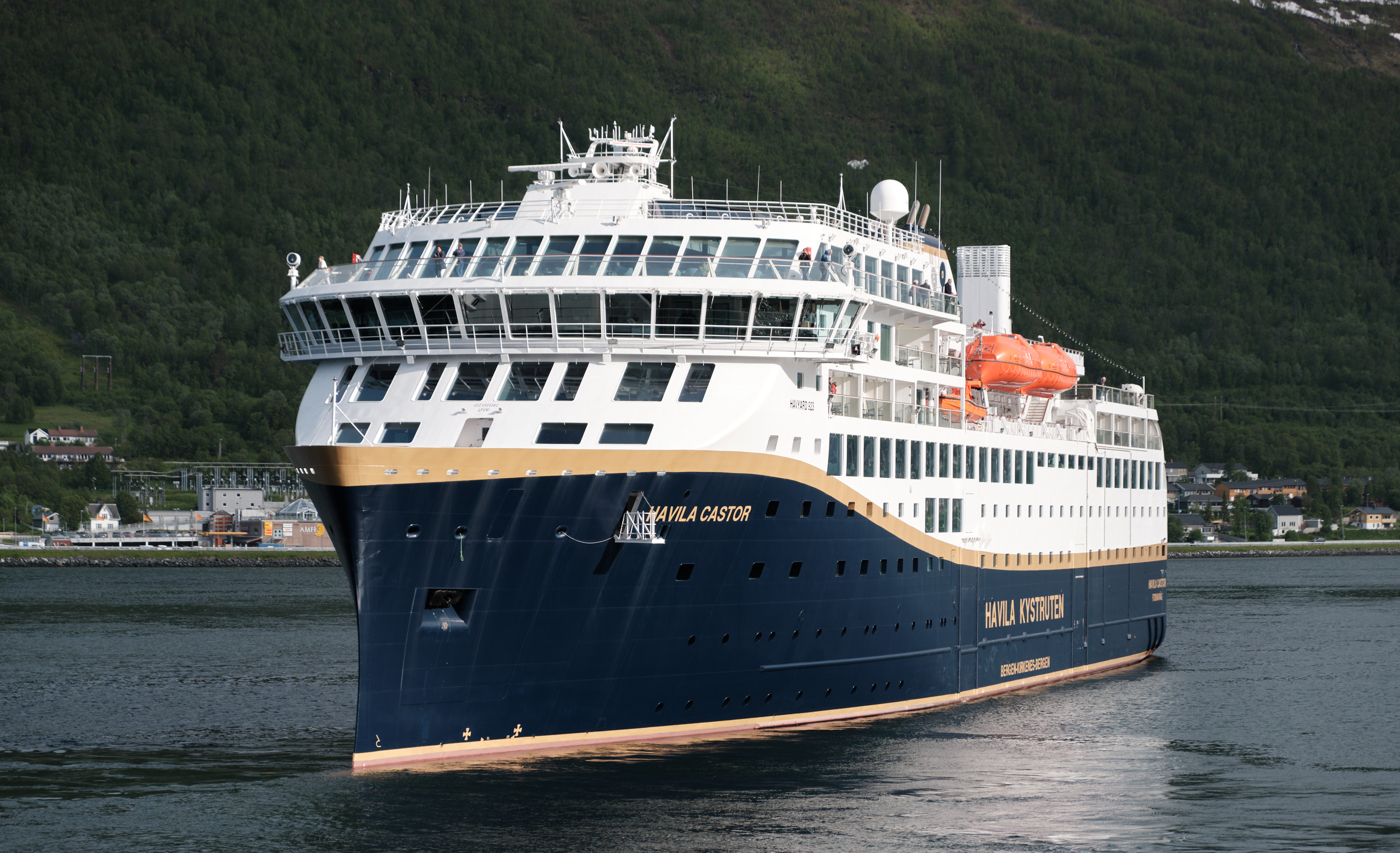
Havila Castor in Tromsø, Juni 2022

Havila Kystruten AS ist eine norwegische Reederei mit Sitz in Fosnavåg. Sie ist Teil der im Besitz der Familie Sævik befindlichen Havila Group. Innerhalb der Gruppe ist sie dem Geschäftsbereich Tourismus zugeordnet.

## Geschichte
Traditionell wurde die „Postschifflinie“ Hurtigruten durch mehrere Reedereien im Auftrag des norwegischen Staats betrieben. Seit der Fusion der beiden letzten verbliebenen Hurtigruten-Reedereien TFDS und OVDS im Jahre 2006 wurde die Linie monopolartig durch Hurtigruten AS betrieben. Um wieder Wettbewerb zu schaffen, wurde durch den norwegischen Staat ein Teil der Fahrten auf dieser Strecke ausgeschrieben. Havila Kystruten gewann diese Ausschreibung und sollte ab 2021 rund ein Drittel der Fahrten vom bisherigen Betreiber übernehmen.
Hierfür gab Havila bei zwei Werften insgesamt vier Schiffe des Typs Havyard 923 in Auftrag. Zwei Schiffe, Havila Polaris und Havila Pollux, wurden bei der Werft Hijos de J. Barreras in Vigo bestellt. Sie sollten etwa 200 Millionen Euro pro Schiff kosten, eine Kapazität für 700 Passagiere aufweisen und mit Flüssigerdgas betrieben werden. Zudem wurden bei der türkischen Werft Tersan Shipyard in Yalova die Havila Capella und die Havila Castor bestellt.
Sowohl bei der spanischen als auch bei der türkischen Werft kam es zu massiven Bauverzögerungen, die Aufträge der spanischen Werft wurden gekündigt und ebenfalls an die türkische Werft übergeben. Zu Beginn des Jahres 2021, also zum geplanten Start des Linienverkehrs, stand Havila somit kein einziges Schiff zur Verfügung.

## Die Flotte
Am 12. Dezember 2021 ging mit der Havila Capella das erste Schiff in den Einsatz auf der Hurtigruten. Am 10. Mai 2022 folgte das zweite Schiff Havila Castor.
Die Havila Capella wurde am 12. April 2022 im Hafen von Bergen aufgrund der Sanktionen gegen Russland festgesetzt und konnte erst am 28. Juni 2022 ihre Reisen wieder aufnehmen. Das Schiff befand sich im Eigentum einer russischen Leasingfirma. Die Schiffsversicherung hatte die Verträge gekündigt. Für die Havila Castor konnte dagegen kurzfristig eine andere Finanzierung gefunden werden. Seit Juli 2023 steht die Havila Capella im Eigentum von Havila Kystruten.
Auch die Havila Polaris konnte den Betrieb nicht wie vorgesehen aufnehmen. Die Ablieferung der Havila Pollux verzögerte sich wegen des Erdbebens in der Türkei im Februar 2023. Am 1. August 2023 übernahm Havila Voyages beide Schiffe von der Bauwerft.
Übersicht
Alle Schiffe sind nach Sternen benannt.
Im Unterschied zu den Schiffen der Reederei Hurtigruten AS ist die Mitnahme von Elektro-, Hybrid- und Wasserstoffautos auf den Schiffen nicht erlaubt.
| Name           | Bild | Baujahr | Vermessung | Länge | Breite | Passagiere (max) / Kabinen | Bauwerft                                                            | Status/Verbleib                                                                       |
| -------------- | ---- | ------- | ---------- | ----- | ------ | -------------------------- | ------------------------------------------------------------------- | ------------------------------------------------------------------------------------- |
| Havila Capella |      | 2021    | 15.519 BRZ | 122,7 | 22,258 | 640 / 179                  | Tersan Shipyard, Yalova, Türkei                                     | Stapellauf: 6. September 2020, seit dem 12. Dezember 2021 Einsatz auf der Hurtigruten |
| Havila Castor  |      | 2022    | 15.519 BRZ | 122,7 | 22,258 | 640 / 179                  | Tersan Shipyard, Yalova, Türkei                                     | Stapellauf: 6. September 2020, seit dem 10. Mai 2022 Einsatz auf der Hurtigruten      |
| Havila Polaris |      | 2023    | 15.519 BRZ | 122,7 | 22,258 | 640 / 179                  | Hijos de J. Barreras, Vigo, Spanien Tersan Shipyard, Yalova, Türkei | Stapellauf: 6. Dezember 2021, seit dem 18. August 2023 Einsatz auf der Hurtigruten    |
| Havila Pollux  |      | 2023    | 15.519 BRZ | 122,7 | 22,258 | 640 / 179                  | Hijos de J. Barreras, Vigo, Spanien Tersan Shipyard, Yalova, Türkei | Stapellauf: 6. Dezember 2021, seit dem 23. August 2023 Einsatz auf der Hurtigruten    |

Alle vier Schiffe sind vom Passagierschiffstyp Havyard 923, einem Entwurf der norwegischen Firma HAV Design AS (vorher Havyard Design & Solutions AS) mit Sitz in Fosnavåg. Die Havila Group ist Großaktionär der HAV Design AS.